# 申埃格山 (貝希特斯加登阿爾卑斯山脈)
47°27′12″N 12°55′09″E / 47.45336°N 12.91910°E

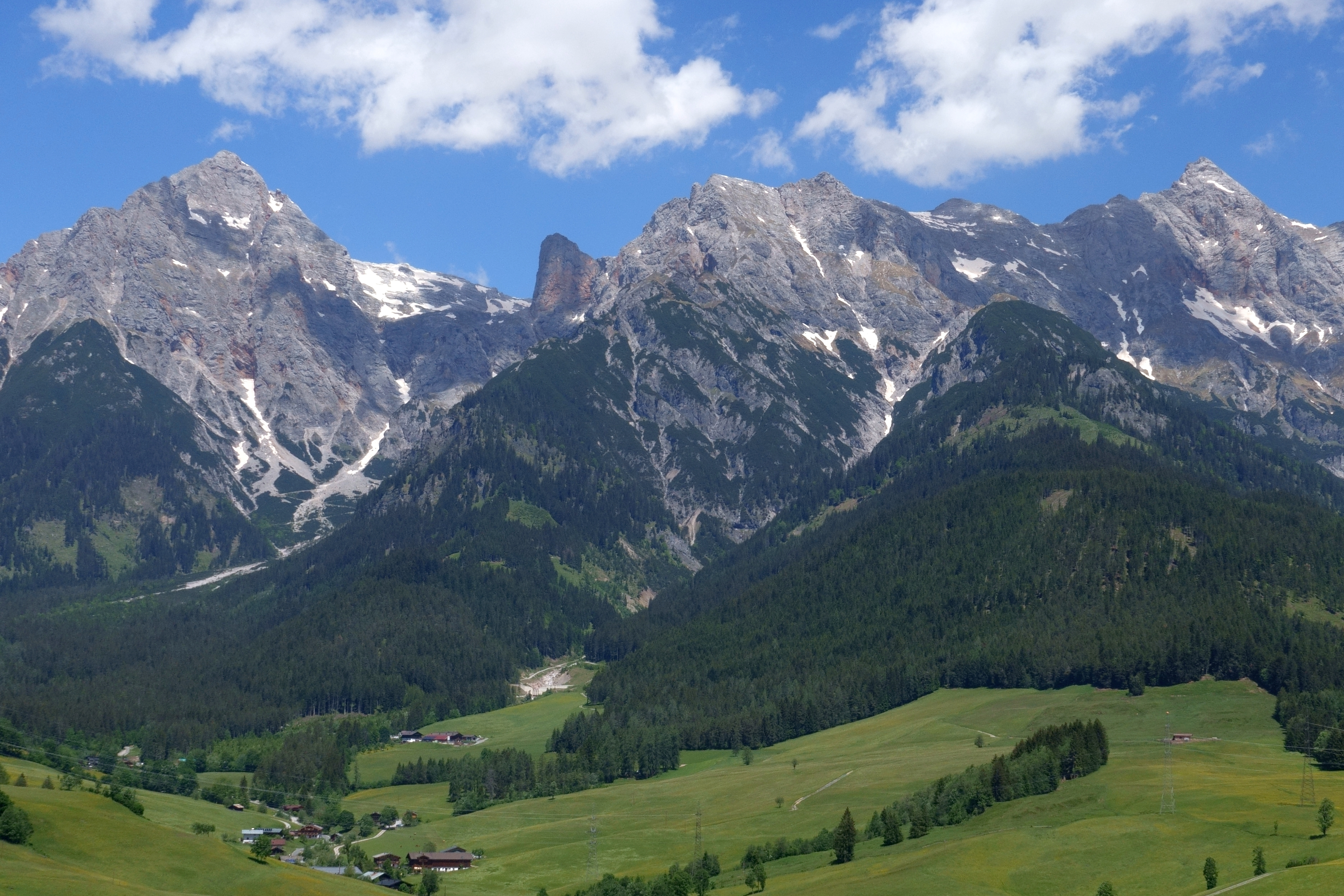

申埃格山（德語：Schönegg），是奧地利的山峰，位於該國中部，由薩爾茨堡州負責管轄，屬於貝希特斯加登阿爾卑斯山脈的一部分，距離瑪麗亞阿爾姆5公里，海拔高度2,390米。